# Junge Generation (Film)
Junge Generation ist ein US-amerikanisches Filmdrama aus dem Jahr 1929 von Frank Capra. Der Film wurde von Columbia Pictures produziert und basiert auf dem Bühnenstück It Is to Laugh von Fannie Hurst.

## Handlung
Morris Goldfish, der Sohn einer jüdischen Einwandererfamilie, lebt in der Delancey Street in New Yorks Lower East Side. Er lebt mit seinem Vater Julius, einem Marihuanaverkäufer, seiner Mutter Tilda, die den ganzen Tag in der Küche schuftet und die Faulheit ihres Mannes übel nimmt, und seiner Schwester Birdie, die in ihren Nachbarn Eddie Lesser verliebt ist. Julius Lieblingskind ist Birdie, während Tildas Liebling Morris ist, von dem sie glaubt, dass er einmal ein sehr erfolgreicher Geschäftsmann werden wird. Morris streitet mit seiner Schwester um ein Stück Brot, das ihm seine Mutter versprochen hat, wenn er ein guter Sohn sei und mit dem Verkauf von Zeitungen etwas Geld verdiene. Der Streit endet in einem Unfall, bei dem ihre Wohnung in Flammen aufgeht. Morris erzählt seiner Mutter stolz, dass er einige Wertsachen retten konnte, die sie nun bei einem Notverkauf verkaufen können. 
Viele Jahre später bewahrheitet sich Tildas Prophezeiung, als Morris als erfolgreicher Antiquitätenhändler auf der Fifth Avenue ein Vermögen macht und mit seiner Familie in eine schicke Wohnung in Upper Manhattan ziehen kann. Tilda fühlt sich in ihrer neuen Umgebung wohl, aber Julius ist einsam und Birdie vermisst Eddie, mit dem sie im Laufe der Zeit eine Beziehung eingegangen ist. Beide fühlen sich wie „ein paar Goldfische im falschen Goldfischglas“ und sind bekümmert, dass sie nicht mehr lachen. Julius Stolz ist verletzt, als Morris verkündet, dass er seinen Namen in Fish geändert hat, um sich leichter in die Gesellschaft der Park Avenue einzugliedern. Als Birdie behauptet, dass Morris  seine Familie nur zu sich geholt hat, um sein Image zu schützen, macht Morris ihr Vorwürfe für ihre Unverschämtheit und erinnert sie daran, dass sie dankbar sein sollten, dass er sie vor dem Elend gerettet hat. Morris verbietet Eddie, Birdie zu besuchen, aber Eddie schafft es, sie lange genug zu sehen, um eine Flucht mit ihr zu planen. Bevor das Rendezvous jedoch stattfindet, wird Eddie unwissentlich zum Komplizen eines Juwelenraubs und muss untertauchen. Als ein Detektiv bei Morris auftaucht und nach Eddie sucht, findet Birdie ihn an ihrem vereinbarten Treffpunkt und kann ihn überzeugen, sich zu stellen. Eddie wird ins Gefängnis gesteckt, aber Morris ist wütend über die Publizität, die die Geschichte erregt hat, und wirft seine Schwester raus. Morris verheimlicht Birdies Verbannung vor seinen Eltern und fängt alle ihre Briefe an sie ab, sodass sie sich um ihre Sicherheit sorgen. 
Zwei Jahre später macht sich Julius, der es satt hat, von seinem eigenen Sohn „eingesperrt“ zu werden, auf die Suche nach seiner Tochter und erfährt bald, dass sie ein Kind bekommen und genug Geld verdient hat, um sich selbst zu ernähren, während sie auf Eddies Entlassung aus dem Gefängnis wartet. Julius und Tilda kehren zu Morris zurück, wo sie gedemütigt werden, als ihr Sohn sie als seine Diener anspricht, um gesellschaftliche Peinlichkeiten zu vermeiden. Julius kann unter solchen Bedingungen nicht weiterleben und packt seine Sachen, kommt aber nicht weit, bevor er krank wird. Morris wird beim Anblick seines Vaters auf dem Sterbebett weich und ruft Birdie zu sich. Für einen kurzen Moment ist die Familie wieder glücklich vereint. Nach Julius Tod bietet Morris seiner Mutter an, sie mit einer Reise nach Europa zu trösten, aber sie lehnt ab und sagt ihm, dass sie weggeht, um mit Birdie in der Delancey Street zu leben, wo sie hingehört.

## Hintergrund
Laut einem Produktionsplan des Studios begannen die Dreharbeiten am 22. Oktober 1928. Die Hälfte des Films wurde im Columbia-Studio gedreht, der Rest im Winter 1929 auf in einem Studio am Santa Monica Boulevard in Los Angeles. Für Capra und Columbia war dies der erste Tonfilm mit teilweisen Dialogen und vier lippensynchronisierte Dialogpassagen.
Der Kameramann der Dialogszenen war Ben Reynolds, laut Capras Autobiografie, in der er auch sagte, dass sowohl er als auch Columbia es vorzogen, einen ausschließlich sprechenden Film zu drehen. Studios und Ausrüstung waren jedoch kostspielig, also mussten alle Dialogszenen zusammen gedreht werden.
Constantin Bakaleinikoff dirigierte das Studio-Orchester.

## Veröffentlichung
Die Premiere des Films fand am 4. März 1929 statt. 1930 kam er im Deutschen Reich in die Kinos.

## Kritiken
Der Kritiker der The New York Times bescheinigte Jean Hersholt eine gute Leistung, obwohl sein Akzent eher der eines deutschen Bühnenkomikers als der einer jiddischen Mundart gleiche. Die Dialogsequenzen fügen der Geschichte nichts hinzu. In mehreren der Sprechszenen gebe es lange, unnötige Pausen zwischen den Wortpassagen.
Der Kritiker des TV Guide sah einen frühen Versuch von Regisseur Capra, der bewies, dass er über das Filmemachen noch viel zu lernen hatte. Der Film sei voll von billiger Sentimentalität und voller Unglaubwürdigkeit. Die Charaktere kommen nicht viel über klassische jüdische Stereotypen hinaus, was die Sache nicht gerade bereichere. Folglich zeige Capra nichts von der Menschlichkeit und Weisheit, die später in seiner Karriere das Markenzeichen seiner Arbeit werden sollte.